# Pseudolimnophila productivena
Pseudolimnophila productivena är en tvåvingeart som beskrevs av Alexander 1951. Pseudolimnophila productivena ingår i släktet Pseudolimnophila och familjen småharkrankar. Inga underarter finns listade i Catalogue of Life.